# Egadi-szigetek
Az Egadi-szigetek Olaszországhoz tartozó szigetcsoport a Földközi-tengeren, Szicíliától 7 km-re nyugatra. Trapani megyében, Trapani és Marsala között helyezkednek el. Közigazgatásilag egy községet alkotnak, Favignanát. Az ókorban Aegates néven voltak ismertek. A szigetcsoport természetvédelmi terület.

## Földrajza
A szigetcsoport három nagyobb és két kicsi szigetből áll. A nagyobb szigetek Favignana, Levanzo és Marettimo, míg a két kicsi, gyakorlatilag két szirt: Formica és Maraone. Trapaniból menetrendszerű szárnyashajó- és kompjáratokkal megközelíthető.

### Klímája
A nyarak hosszúak és naposak, júliusban és augusztusban a hőmérséklet a 45 Ceslius-fokot is elérheti. A leghidegebb időszak a január-február, de a minimális hőmérséklet ekkor sem csökken 5 fok alá.

## Történelem
I. e. 241-ben a rómaiak hódították meg a szigeteket az első pun háborút lezáró tengeri ütközetben. A Római Birodalom bukása után a vandálok, a gótok, majd a szaracénok kezébe kerültek a szigetek. 1081-ben normann megszállás alá kerültek, és a 16. században a Pallavicini-Rusconi család lett tulajdonosuk.